# 에릭 (가수)
에릭(Eric, 본명: 문정혁, 1979년 2월 16일 ~ )은 대한민국의 래퍼이자 배우이며, 대한민국의 보이 그룹 신화의 멤버이다.

## 학력
- 서울대치초등학교 (졸업)
- Parks J.H-Sunnt Hills High School (졸업)
- 동국대학교 연극학부 (학사)

## 생애
에릭(문정혁)은 1979년 2월 16일 대한민국 서울특별시 강남구 대치동에서 1남 2녀중 막내로 태어났다. 그는 초등학교를 졸업하고 중학교에 입학은 했으나 바로 몇 개월 후 미국으로 이민을 간다. 미국에서 중학교 고등학교를 졸업했다. 그는 미국에서 캐스팅되어 한국으로 귀국해 SM 엔터테인먼트의 연습생이 되었다. 그는 연습생이었을 때 앤디와 같이 S.E.S. 1집 수록곡인 'I'm your girl' 랩 피쳐링을 하였으며, S.E.S.와 같이 무대에 오르기도 하였다. 에릭은 1998년에 신화에서 영어 랩을 담당하는 이국적인 외모 이미지로 데뷔를 하였다. 가족으로는 부모님(에릭의 아버지의 고향이 평양시라고 한다.), 누나 2명, 에릭이다.

## 방송

### 드라마
- 2003년 MBC 《나는 달린다》 ... 신상식 역 (조연)
- 2004년 MBC 《불새》 ... 서정민 역 (주연)
- 2005년 MBC 《신입사원》 ... 강호 역 (주연)
- 2006년 MBC 《늑대》 ... 배대철 역 (미종영 작품) (주연)
- 2006년 SBS 《무적의 낙하산 요원》 ... 최강 역 (주연)
- 2007년 MBC 《케 세라 세라》 ... 강태주 역 (주연)
- 2008년 KBS2 《최강칠우》 ... 최칠우 역 (주연)
- 2011년 KBS2 《스파이 명월》 ... 강우 역 (주연)
- 2014년 KBS2 《연애의 발견》 ... 강태하 역 (주연)
- 2016년 tvN 《또! 오해영》 ... 박도경 역 (주연)
- 2018년 tvN 《계룡선녀전》 ... 개구리 목소리 역 (특별출연)
- 2020년 채널A 《유별나! 문셰프》 ... 문승모 역 (주연)
- 2020년 MBC 《나를 사랑한 스파이》 ... 전지훈 역 (주연)

### 영화
- 2005년 《달콤한 인생》 ... 태구 역 (특별출연)
- 2005년 《6월의 일기》 ... 김동욱 역 (주연)

### 예능
- 2005년 SBS 《강호동의 연애편지》
- 2005년 SBS 《X-Man:반전드라마》(20기)
- 2012년 - 2013년 JTBC 《신화방송》
- 2016년 tvN 《삼시세끼 어촌편 3》
- 2017년 tvN 《삼시세끼 바다목장》
- 2019년 tvN 《현지에서 먹힐까? 시즌 3》
- 2019년 MBC Every 1 《세빌리아의 이발사》

## 광고
- 2003년 지오다노, KT 메가패스, 로레알
- 2004년 KT 메가패스, BON, 롯데 플러스마이너스, 삼성 애니콜, Mnet, 롯데제과 빈츠, 도미노 피자
- 2005년 삼성 애니콜, 현대 아반떼, 비발디 파크, NII, 린나이 코리아, 도미노 피자, 롯데삼강 구구콘, CJ스팸
- 2006년 삼성 애니콜, CJ스팸, UGIZ, BASSO
- 2007년 UGIZ, 코카콜라 제로, It's SKIN
- 2016년 장미쉘바스키아, 한국오츠카 우르오스, CJ비비고(육개장, 만두등), 농심 보글보글 부대찌개라면
- 2017년 리니지2 레볼루션, 장미쉘바스키아, 한국오츠카 우르오스, 쉐보레 스파크

## 홍보대사
- 2008년 교육과학기술부 학점은행제 홍보대사

## 수상 내역
| 연도   | 수상 내역 |
| ------ | --- |
| 2004년 | - 2004 한국광고주대회 광고주의 밤 시상식 광고주가 뽑은 좋은 모델상 - 《MBC 연기대상》 남자 신인연기상 작품 : 나는 달린다, 불새 - 《MBC 연기대상》남자 인기상 작품 : 불새             |
| 2005년 | - 제41회 《백상예술대상》 TV부문 남자 신인연기상 작품 : 신입사원 - 제41회 《백상예술대상》 TV부문 남자 인기상 작품 : 신입사원 - 《MBC 연기대상》 남자 최우수연기상 작품 : 신입 사원  |
| 2006년 | - 《SBS 연기대상》 미니시리즈부문 남자 연기상 작품 : 무적의 낙하산 요원 - 《SBS 연기대상》 10대 스타상 작품 : 무적의 낙하산 요원 - 《SBS 연기대상》 살신성인상 : 무적의 낙하산 요원  |
| 2014년 | - 《KBS 연기대상》 네티즌상 작품 : 연애의 발견 - 《KBS 연기대상》 베스트 커플상 (with 정유미) 작품 : 연애의 발견 - 《KBS 연기대상》미니시리즈부문 남자 우수연기상 작품 : 연애의 발견 |
| 2016년 | - 《tvN 10주년 어워즈》로코킹상 작품: 또! 오해영 |